# Magyarország az 1970-es úszó-Európa-bajnokságon
Magyarország a Barcelonában megrendezett 1970-es úszó-Európa-bajnokság egyik részt vevő nemzete volt.

## Versenyzők száma
| Sportág, szakág | Magyar résztvevő | Magyar résztvevő | Magyar résztvevő |
| Sportág, szakág | Férfi            | Nő               | Össz.            |
| Úszás           | 8                | 7                | 15               |
| Műugrás         | 1                | 1                | 2                |
| Vízilabda       | 11               | –                | 11               |
| Összesen        | 20               | 8                | 28               |

## Érmesek
| Érem  | Versenyző | Versenyszám | Versenyszám         | Dátum          |
| ----- | --- | ----------- | ------------------- | -------------- |
| Arany | Gyarmati Andrea | úszás       | Női 100 m pillangó  | szeptember 8.  |
| Arany | Gyarmati Andrea | úszás       | Női 200 m hát       | szeptember 10. |
| Ezüst | Gyarmati Andrea | úszás       | Női 100 m hát       | szeptember 6.  |
| Ezüst | Gyarmati Andrea Turóczy Judit Kovács Edit Patóh Magda (Törzs Mária)                                                                                          | úszás       | Női 4 × 100 m gyors | szeptember 11. |
| Ezüst | Bodnár András Cservenyák Tibor Faragó Tamás Görgényi István Gyerő Csaba Kásás Zoltán Konrád Ferenc Sárosi László Steinmetz János Szívós István Wiesner Tamás | vízilabda   | Vízilabda           | szeptember 12. |

## Úszás
Férfi
| Versenyző                                                  | Versenyszám      | Előfutam | Előfutam | Előfutam | Döntő   | Döntő    |
| Versenyző                                                  | Versenyszám      | Idő      | Hely.    | Össz.    | Idő     | Helyezés |
| ---------------------------------------------------------- | ---------------- | -------- | -------- | -------- | ------- | -------- |
| Szentirmay István                                          | 100 m gyors      | 54,5     | 1.       | 4.       | 54,5    | 6.       |
| Szentirmay István                                          | 200 m mell       | 2:43,5   | 5.       | 22.      | kiesett | kiesett  |
| Szentirmay István                                          | 100 m pillangó   | 58,3     | 1.       | 3.       | 58,5    | 6.       |
| Szentirmay István                                          | 200 m vegyes     | 2:18,2   | 3.       | 9.       | kiesett | kiesett  |
| Csatlós Csaba                                              | 100 m gyors      | 55,7     | 5.       | 18.      | kiesett | kiesett  |
| Császári Attila                                            | 200 m gyors      | 2:00,4   | 3.       | 11.      | kiesett | kiesett  |
| Császári Attila                                            | 100 m mell       | 1:15,6   | 6.       | 21.      | kiesett | kiesett  |
| Hargitay András                                            | 400 m gyors      | 4:20,0   | 3.       | 10.      | kiesett | kiesett  |
| Hargitay András                                            | 1500 m gyors     | 17:23,7  | 2.       | 7.       | 17:21,1 | 7.       |
| Hargitay András                                            | 200 m mell       | 2:38,6   | 6.       | 17.      | kiesett | kiesett  |
| Hargitay András                                            | 200 m pillangó   | 2:13,5   | 5.       | 11.      | kiesett | kiesett  |
| Hargitay András                                            | 400 m vegyes     | 4:49,0   | 2.       | 3.       | 4:45,4  | 6.       |
| Borlói Mátyás                                              | 400 m gyors      | 4:35,2   | 6.       | 17.      | kiesett | kiesett  |
| Borlói Mátyás                                              | 200 m hát        | 2:17,0   | 4.       | 15.      | kiesett | kiesett  |
| Cseh László                                                | 100 m hát        | 1:01,5   | 1.       | 5.       | 1:01,1  | 6.       |
| Cseh László                                                | 200 m hát        | 2:24,2   | 5.       | 20.      | kiesett | kiesett  |
| Cseh László                                                | 100 m pillangó   | 1:00,9   | 5.       | 20.      | kiesett | kiesett  |
| Csinger Márton                                             | 100 m mell       | 1:11,5   | 4.       | 15.      | kiesett | kiesett  |
| Csinger Márton                                             | 200 m vegyes     | 2:18,1   | 2.       | 8.       | 2:17,6  | 8.       |
| Szentirmay István Csatlós Csaba Riskó Géza Császári Attila | 4 × 100 m gyors  | 3:41,1   | 3.       | 7.       | 3:40,6  | 7.       |
| Császári Attila Riskó Géza Csatlós Csaba Szentirmay István | 4 × 200 m gyors  | 8:23,1   | 6.       | 11.      | kiesett | kiesett  |
| Cseh László Csinger Márton Szentirmay István Csatlós Csaba | 4 × 100 m vegyes | 4:07,1   | 3.       | 7.       | 4:05,3  | 7.       |

Női
| Versenyző                                                                           | Versenyszám      | Előfutam | Előfutam | Előfutam | Döntő   | Döntő    |
| Versenyző                                                                           | Versenyszám      | Idő      | Hely.    | Össz.    | Idő     | Helyezés |
| ----------------------------------------------------------------------------------- | ---------------- | -------- | -------- | -------- | ------- | -------- |
| Turóczy Judit                                                                       | 100 m gyors      | 1:02,0   | 1.       | 6.       | 1:00,9  | 4.       |
| Turóczy Judit                                                                       | 200 m gyors      | 2:15,7   | 3.       | 12.      | kiesett | kiesett  |
| Turóczy Judit                                                                       | 200 m vegyes     | 2:31,5   | 1.       | 4.       | 2:33,9  | 8.       |
| Patóh Magda                                                                         | 100 m gyors      | 1:01,6   | 2.       | 5.       | 1:01,3  | 5.       |
| Gyarmati Andrea                                                                     | 100 m hát        | 1:08,3   | 1.       | 1.       | 1:07,9  |          |
| Gyarmati Andrea                                                                     | 200 m hát        | 2:27,3   | 1.       | 2.       | 2:25,5  |          |
| Gyarmati Andrea                                                                     | 100 m pillangó   | 1:06,7   | 1.       | 2.       | 1:05,0  |          |
| Baranyi Judit                                                                       | 100 m hát        | 1:11,8   | 7.       | 17.      | kiesett | kiesett  |
| Baranyi Judit                                                                       | 200 m hát        | 2:34,4   | 4.       | 18.      | kiesett | kiesett  |
| Kovács Edit                                                                         | 100 m mell       | 1:20,4   | 5.       | 13.      | kiesett | kiesett  |
| Tóth Zsuzsa                                                                         | 200 m mell       | 3:28,4   | 6.       | 17.      | kiesett | kiesett  |
| Tóth Zsuzsa                                                                         | 100 m pillangó   | 1:09,4   | 3.       | 12.      | kiesett | kiesett  |
| Tóth Zsuzsa                                                                         | 400 m vegyes     | 6:23,1   | 7.       | 27.      | kiesett | kiesett  |
| Törzs Mária                                                                         | 200 m vegyes     | 2:42,0   | 5.       | 21.      | kiesett | kiesett  |
| Törzs Mária                                                                         | 400 m vegyes     | 5:43,7   | 4.       | 21.      | kiesett | kiesett  |
| Gyarmati Andrea Turóczy Judit Kovács Edit Patóh Magda (Törzs Mária)                 | 4 × 100 m gyors  | 4:05,4   | 2.       | 2.       | 4:02,7  |          |
| Gyarmati Andrea Kovács Edit Turóczy Judit Patóh Magda (Baranyi Judit) (Tóth Zsuzsa) | 4 × 100 m vegyes | 4:40,8   | 4.       | 8.       | 4:40,9  | 8.       |

## Műugrás
Férfi
| Versenyző   | Versenyszám      | Selejtező | Selejtező | Döntő   | Döntő    |
| Versenyző   | Versenyszám      | Pont      | Hely.     | Pont    | Helyezés |
| ----------- | ---------------- | --------- | --------- | ------- | -------- |
| Dóra József | 10 m toronyugrás | 228,66    | 20.       | kiesett | kiesett  |

Női
| Versenyző      | Versenyszám      | Selejtező | Selejtező | Döntő  | Döntő    |
| Versenyző      | Versenyszám      | Pont      | Hely.     | Pont   | Helyezés |
| -------------- | ---------------- | --------- | --------- | ------ | -------- |
| Rozgonyi Mária | 10 m toronyugrás | 168,03    | 10.       | 290,25 | 7.       |

## Vízilabda

### Férfi
A magyar férfi vízilabda-válogatott kerete:
| Magyar nemzeti férfi vízilabdacsapat-játékoskeret | Magyar nemzeti férfi vízilabdacsapat-játékoskeret | Magyar nemzeti férfi vízilabdacsapat-játékoskeret | Magyar nemzeti férfi vízilabdacsapat-játékoskeret | Magyar nemzeti férfi vízilabdacsapat-játékoskeret | Magyar nemzeti férfi vízilabdacsapat-játékoskeret |
| #                                                 | Név                                               | Poszt                                             | Kor (1970. szeptember 5. szerint)                 |                                                   |                                                   |
| ------------------------------------------------- | ------------------------------------------------- | ------------------------------------------------- | ------------------------------------------------- | ------------------------------------------------- | ------------------------------------------------- |
|                                                   | Bodnár András                                     | M                                                 | 1942. április 9. (28 évesen)                      |                                                   |                                                   |
|                                                   | Cservenyák Tibor                                  | K                                                 | 1948. augusztus 8. (22 évesen)                    |                                                   |                                                   |
|                                                   | Faragó Tamás                                      | M                                                 | 1952. augusztus 5. (18 évesen)                    |                                                   |                                                   |
|                                                   | Görgényi István                                   | M                                                 | 1946. november 2. (23 évesen)                     |                                                   |                                                   |
|                                                   | Gyerő Csaba                                       | M                                                 | 1942. december 25. (27 évesen)                    |                                                   |                                                   |
|                                                   | Kásás Zoltán                                      | M                                                 | 1946. szeptember 15. (23 évesen)                  |                                                   |                                                   |
|                                                   | Konrád Ferenc                                     | M                                                 | 1945. április 17. (25 évesen)                     |                                                   |                                                   |
|                                                   | Sárosi László                                     | M                                                 | 1946. október 12. (23 évesen)                     |                                                   |                                                   |
|                                                   | Steinmetz János                                   | K                                                 | 1947. október 15. (22 évesen)                     |                                                   |                                                   |
|                                                   | Szívós István                                     | M                                                 | 1948. április 24. (22 évesen)                     |                                                   |                                                   |
|                                                   | Wiesner Tamás                                     | M                                                 | 1950. április 26. (20 évesen)                     |                                                   |                                                   |
| Szövetségi kapitány: Rajki Béla                   |                                                   |                                                   |                                                   |                                                   |                                                   |

Csoportkör
A csoport
| Helyezés | Csapat        | M | Gy | D | V | G+ | G– | Gk  | P |
| -------- | ------------- | - | -- | - | - | -- | -- | --- | - |
| 1.       | Magyarország  | 4 | 4  | 0 | 0 | 50 | 5  | +45 | 8 |
| 2.       | Hollandia     | 4 | 3  | 0 | 1 | 28 | 12 | +26 | 6 |
| 3.       | Görögország   | 4 | 1  | 1 | 2 | 14 | 28 | –14 | 3 |
| 4.       | Franciaország | 4 | 1  | 1 | 2 | 12 | 35 | –23 | 3 |
| 5.       | Ausztria      | 4 | 0  | 0 | 4 | 8  | 38 | –30 | 0 |

| 1970. szeptember 4. 20:00 | Magyarország                                            | 15–1 | Ausztria | Piscina Municipal de Sabadell Játékvezetők: Brockmann (FRG) |
| 1970. szeptember 4. 20:00 | (4–0, 4–1, 4–0, 3–0)                                    |      |          | Piscina Municipal de Sabadell Játékvezetők: Brockmann (FRG) |
| 1970. szeptember 4. 20:00 | Sárosi 6, Konrád F. 4, Cservenyák, Szívós 2-2, Bodnár 1 |      | Kölli 1  | Piscina Municipal de Sabadell Játékvezetők: Brockmann (FRG) |

| 1970. szeptember 5. 11:00 | Magyarország                                                   | 16–0 | Franciaország | Piscina San Jorge de Barcelona Játékvezetők: Angerhausen (BEL) |
| 1970. szeptember 5. 11:00 | (2–0, 3–0, 7–0, 4–0)                                           |      |               | Piscina San Jorge de Barcelona Játékvezetők: Angerhausen (BEL) |
| 1970. szeptember 5. 11:00 | Szívós 5, Bodnár 4, Sárosi 3, Konrád F. 2, Görgényi, Kásás 1-1 |      |               | Piscina San Jorge de Barcelona Játékvezetők: Angerhausen (BEL) |

| 1970. szeptember 6. 10:00 | Magyarország                                       | 11–0 | Görögország | Piscina San Jorge de Barcelona Játékvezetők: Falk (SWE) |
| 1970. szeptember 6. 10:00 | (2–0, 3–0, 3–0, 3–0)                               |      |             | Piscina San Jorge de Barcelona Játékvezetők: Falk (SWE) |
| 1970. szeptember 6. 10:00 | Konrád F. 5, Kásás, Bodnár 2-2, Szívós, Faragó 1-1 |      |             | Piscina San Jorge de Barcelona Játékvezetők: Falk (SWE) |

| 1970. szeptember 8. 20:00 | Magyarország                              | 8–4 | Hollandia                    | Piscines Bernat Picornell Játékvezetők: Rasmajdan (URS) |
| 1970. szeptember 8. 20:00 | (4–0, 2–0, 0–1, 2–3)                      |     |                              | Piscines Bernat Picornell Játékvezetők: Rasmajdan (URS) |
| 1970. szeptember 8. 20:00 | Szívós 3, Faragó, Konrád F. 2-2, Sárosi 1 |     | Bras 2, Hoogveld, Hermsen1-1 | Piscines Bernat Picornell Játékvezetők: Rasmajdan (URS) |

Döntő
| Helyezés | Csapat       | M | Gy | D | V | G+ | G– | Gk  | P  |
| -------- | ------------ | - | -- | - | - | -- | -- | --- | -- |
| 1.       | Szovjetunió  | 5 | 5  | 0 | 0 | 29 | 17 | +12 | 10 |
| 2.       | Magyarország | 5 | 4  | 0 | 1 | 37 | 23 | +14 | 8  |
| 3.       | Jugoszlávia  | 5 | 3  | 0 | 2 | 17 | 19 | –2  | 6  |
| 4.       | Olaszország  | 5 | 2  | 0 | 3 | 22 | 28 | –6  | 4  |
| 5.       | Hollandia    | 5 | 1  | 0 | 4 | 21 | 29 | –8  | 2  |
| 6.       | Románia      | 5 | 0  | 0 | 5 | 19 | 29 | –10 | 0  |

| 1970. szeptember 9. | Magyarország                                                       | 8–5 | Olaszország | Játékvezetők: Dirnweber (AUT) |
| 1970. szeptember 9. | (2–1, 3–1, 1–2, 2–1)                                               |     |             | Játékvezetők: Dirnweber (AUT) |
| 1970. szeptember 9. | Konrád F. 3, Bodnár, Sárosi, Görgényi, Szívós 1-1, Marchisio öngól |     |             | Játékvezetők: Dirnweber (AUT) |

| 1970. szeptember 10. 22:00 | Magyarország                                                      | 9–4 | Románia                                 | Piscina San Jorge de Barcelona Játékvezetők: Manguillot (ESP) |
| 1970. szeptember 10. 22:00 | (1–0, 2–1, 3–1, 3–2)                                              |     |                                         | Piscina San Jorge de Barcelona Játékvezetők: Manguillot (ESP) |
| 1970. szeptember 10. 22:00 | Sárosi 2, Faragó 2, Konrád F., Szívós, Kásás, Wiesner, Bodnár 1-1 |     | Rusu, Mihăilescu, Novac, Zamfirescu 1-1 | Piscina San Jorge de Barcelona Játékvezetők: Manguillot (ESP) |

| 1970. szeptember 11. | Magyarország                             | 7–4 | Jugoszlávia                     | Piscina San Jorge de Barcelona Játékvezetők: Manguillot (ESP) |
| 1970. szeptember 11. | (2–1, 1–0, 2–0, 2–3)                     |     |                                 | Piscina San Jorge de Barcelona Játékvezetők: Manguillot (ESP) |
| 1970. szeptember 11. | Konrád F. 3, Sárosi 2, Bodnár, Kásás 1-1 |     | Bonačić 2, Janković, Sandić 1-1 | Piscina San Jorge de Barcelona Játékvezetők: Manguillot (ESP) |

| 1970. szeptember 12. | Szovjetunió                                       | 6–5 | Magyarország        | Piscines Bernat Picornell Játékvezetők: Dirnweber (AUT) |
| 1970. szeptember 12. | (1–1, 2–1, 2–2, 1–1)                              |     |                     | Piscines Bernat Picornell Játékvezetők: Dirnweber (AUT) |
| 1970. szeptember 12. | Barkalov, Oszipov 2-2, Sidlovszkij, Szemjonov 1-1 |     | Bodnár 3, Faragó 2, | Piscines Bernat Picornell Játékvezetők: Dirnweber (AUT) |

| Csapat       | Helyezés |
| ------------ | -------- |
| Magyarország |          |